# Petra Gute

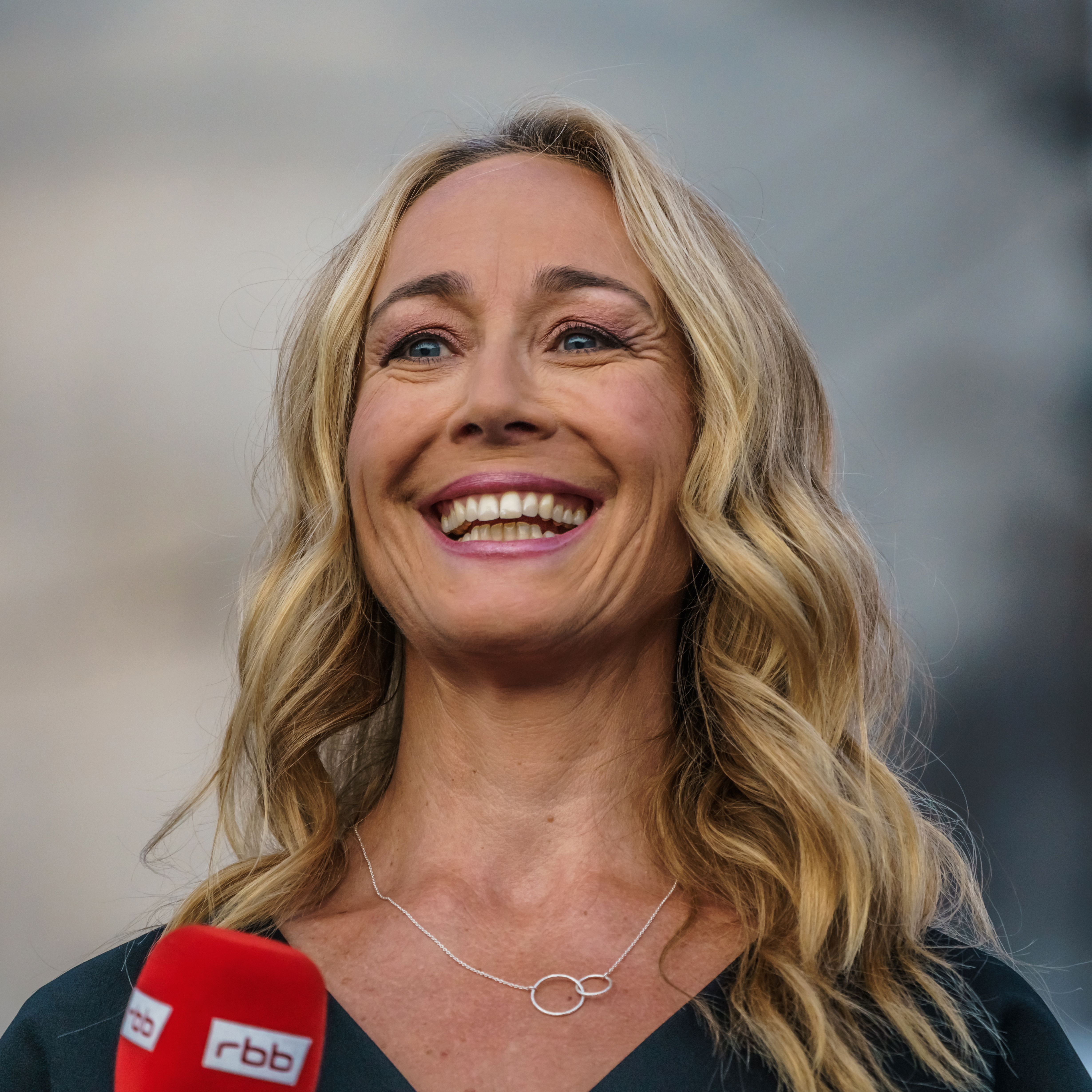
Petra Gute 2019

Petra Gute (* 14. Juni 1966 in Heidelberg) ist eine deutsche Fernsehmoderatorin und Journalistin.

## Leben
Petra Gute wuchs im Südwesten Deutschlands auf. Nach dem Abitur wurde sie Redakteurin der Rhein-Neckar-Zeitung. Daran schloss sich ein Engagement als Regie-Assistentin am Stadttheater Heidelberg an. Zur gleichen Zeit begann sie ihr Studium in den Sparten Germanistik, Romanistik und Theaterwissenschaften. 1988 wechselte sie zur  Freien Universität Berlin und beendete ihr Studium mit dem Abschluss als Magistra Artium.
Im Jahr 1989 wurde Gute dann Hörfunk-Reporterin und Radiomoderatorin in ihrer Wahlheimatstadt Berlin. 1991 wurde sie Stimme des Senders Freies Berlin (SFB).
Seit 1995 ist sie Fernsehmoderatorin beim SFB – heute: rbb-Fernsehen – und zudem als Reporterin und Redakteurin
aktiv. Als Autorin ist sie auch für diverse ARD-Sendungen in Erscheinung getreten, u. a. für die Tagesthemen, Brisant sowie Kulturreport und Treffpunkt Berlinale.
Im rbb-Fernsehen präsentierte Petra Gute von 2007 bis 2018 das wöchentliche Kulturmagazin stilbruch, das immer sonntags ausgestrahlt wurde. Außerdem berichtet sie als Reporterin für die Berliner Abendschau sowie zibb von kulturellen und gesellschaftlichen Ereignissen (u. a. Bundespresseball, Berlinale) in der Hauptstadtregion.
Petra Gute hat eine Tochter und lebt in Berlin.